# Pic del Bosc de la Vila
El Pic del Bosc de la Vila és una muntanya de 1.060,1 m alt del límit dels termes comunals de Castell de Vernet i de Vernet, tots dos de la comarca del Conflent, a la Catalunya del Nord.
És a la zona sud-occidental del terme de Vernet, i a l'est de la zona central-oriental del terme de Castell de Vernet, al nord-oest del Coll de les Cabres al costat nord-oest del Pic del Coll de les Vanes i del Coll de les Vanes.